# Tima Ferenc
Tima Ferenc (Borgáta, 1919. december 14. – Budapest, 1976. december 7.) magyar főiskolai világbajnok, nyolcszoros magyar bajnok atléta, rövidtávfutó.